# Jamari Lior

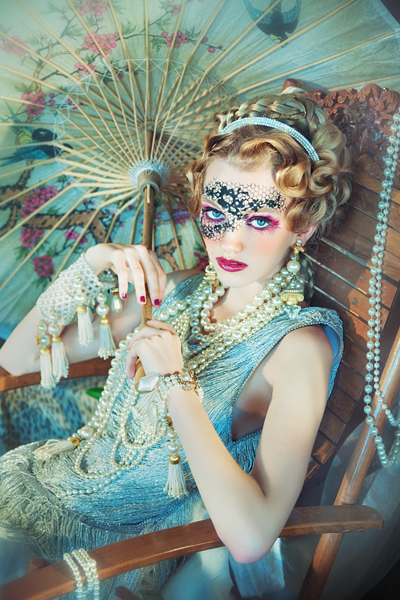
Lace and Time I

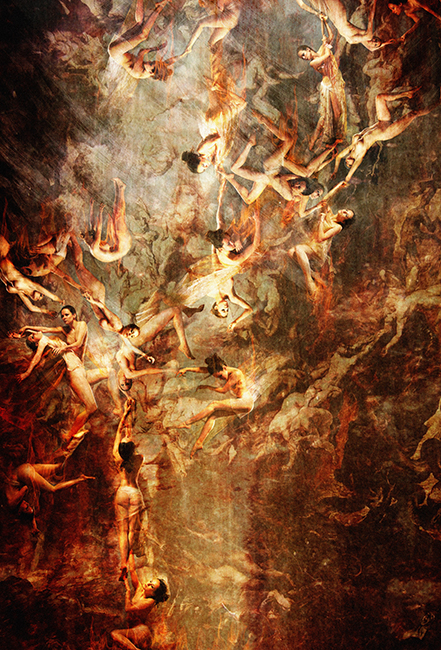
The new Fall of the Damned

Jamari Lior ist der Künstlername von Maja Tabea Jerrentrup, einer deutschen Professorin, Fotokünstlerin und Autorin mit Studio in Königswinter und Pune. Bekannt wurde sie durch barocke und ethnische Inszenierungen.

## Leben

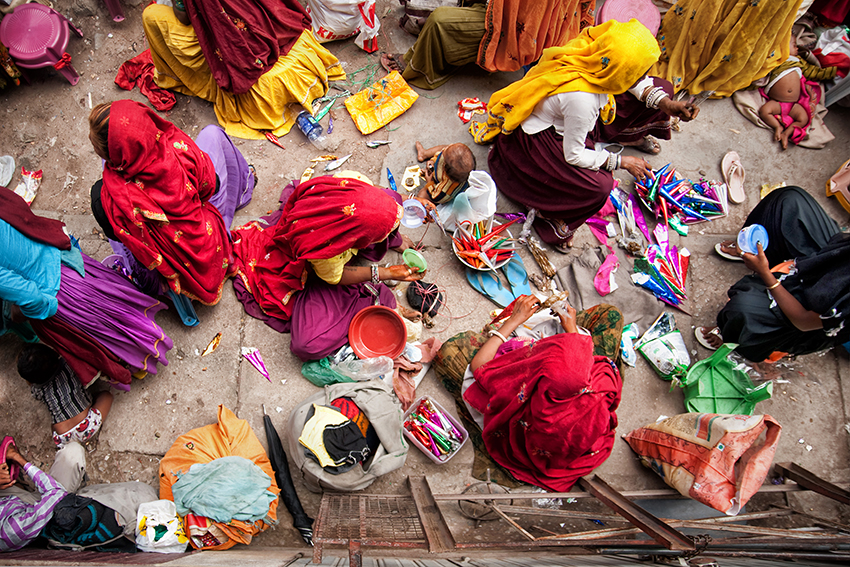
Mehendi Artists

Lior studierte an der Universität Trier, der Universität Utrecht und dem Loyola College Chennai Medienwissenschaft, Ethnologie und Psychologie und absolvierte eine studienbegleitende journalistische Ausbildung über ein Stipendium der Konrad-Adenauer-Stiftung. 2010 promovierte Lior bei Christoph Antweiler und Michael Schönhuth in visueller Anthropologie mit summa cum laude. Dabei beschäftigte sie sich mit semiotischen Bildanalysen. Während längerer Aufenthalte in Südasien und der Karibik stand Lior zunächst vor, dann hinter der Kamera. Zwischen 2015 und 2021 war sie als Fotojournalistin aktiv, u. a. in Indonesien, Costa Rica und Indien. Bei nationalen und internationalen Events, wie der Photokina, hielt sie regelmäßig Vorträge als Ambassador der Firmen Richter Studioequipment, Nikon und Sony.
2015 begann sie, das Fach „Photography“ am Indian Institute of Photography in Noida, Indien zu unterrichten und ab 2019 arbeitete sie als Associate Professorin für Medien und Fotografie an der Ajeenkya DY Patil University in Pune. Mittlerweile ist sie Professorin und Studiengangsleiterin „Neue Medien & Interkulturelle Kommunikation“ an der Hochschule Landshut.

## Ausstellungen und Auszeichnungen
- Mewinale Trier 2007

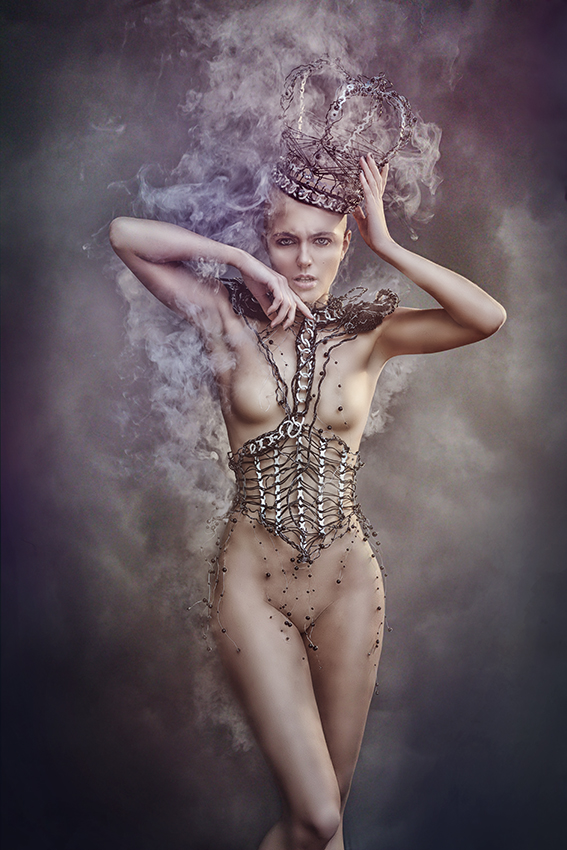
Wired Future

- The Federation of European Photographers 2009 (Bronze- und Silber-Awards)
- Fototage Pirmasens 2009 und 2011
- Galerie Gruppe 10 Bielefeld 2009
- Lopesan Gran Canaria 2010
- Galerie Lichtbild Wiesbaden 2012
- Die Maske Köln 2013
- Galerie Spazio Ginko Rom 2013
- Volkertshausen bei Konstanz 2014
- Halunkenburg Hof (Saale) 2015
- Galerie 1717 Königswinter 2015
- Gregor Calendar Award Silber 2015
- Germany-Japan Exchange Exhibition, Incentive Price, Japan 2015
- Klingel Award 2018

## Werke

### Bücher
- Werbung für wohltätige Zwecke im Medium des Plakats, Verlag Traugott Bautz, Nordhausen 2005, ISBN 978-3-88309-324-6.
- Modelfotograf werden. München: Addison-Wesley, München 2011, ISBN 978-3-8273-3006-2 (chinesische Ausgabe:  Jie mi – mo te she ying. China Photographic Publishing House, Beijing 2013).
- Besondere Techniken in der Modelfotografie. Pearson Photo, München 2013, ISBN 978-3-8273-3137-3
- Inszenierte Peoplefotografie. Modelle, Kostüme, Posen und Sets – Menschen konzeptuell in Szene gesetzt. Dpunkt Verlag, Heidelberg 2014, ISBN 978-3-86490-131-7.
- Jamari Liors Blick hinter die Kulissen. Pictures Magazin, regelmäßige Artikelserie seit 2014–2021.
- Kreative Modelfotografie. Originelle Low-Budget-Lösungen für drinnen und draußen. Heidelberg: Dpunkt Verlag, 2016
- Neue Ideen für die Porträtfotografie. Menschen kreativ fotografieren. Workshops für inszenierte Bilder. Hannover: Humboldt Verlag 2018.
- Menschen und Kulturen. Ethnographische und Reisefotografie. Haar bei München: Franzis Verlag 2018
- Therapie vor der Kamera? Zum Potential inszenierter Menschenfotografie. Waxmann 2018.
- Boudoir und Burlesque: So gelingen glamouröse Fotos. Bildner 2019.
- Partizipation und nachhaltige Entwicklung. Ein Überblick. Springer 2019 (mit Michael Schönhuth)
- A twisted Style. New York/Oxford: Berghahn Books 2021.
- Studienbuch Fotografie. UTB 2020.
- Fotografie als Methode. Ibidem 2020.
- Covers, Pictures, Pages. UTB 2024.

### DVDs
- Power-Workshops Bildlooks mit Photoshop. Video2Brain, München 2011, ISBN 978-3-8273-6372-5
- Praxistraining Fotografie. Posing: Posen, Posingstile und Modelführung. Video2brain, Graz 2013, ISBN 978-3-99032-063-1
- mit Peter Braunschmid, Uwe Braunschweig, Christian Hecker und Tobias Roetsch: Die Tricks der Photoshop-Profis Volume III. . Galileo/Rheinwerk, Bonn 2012